# Dmytro Korkiszko
Dmytro Jurijowycz Korkiszko, ukr. Дмитро Юрійович Коркішко (ur. 4 maja 1990 w Czerkasach) – ukraiński piłkarz, grający na pozycji napastnika.

## Kariera piłkarska

### Kariera klubowa
Wychowanek Szkoły Piłkarskiej Dynama Kijów. Pierwszy trener Serhij Wełyczko. Występował w juniorskich mistrzostwach Ukrainy (DJuFL) w Dynamie Kijów (2003-2007). Karierę piłkarską rozpoczął 5 kwietnia 2007 w drugiej drużynie Dynama. W lutym 2010 został wypożyczony do Arsenału Kijów. 10 lutego 2014 podpisał kontrakt z FK Mińsk. 9 sierpnia 2014 przeszedł do FK Połtawa. W końcu kwietnia 2015 za obopólną zgodą kontrakt został anulowany. 14 września 2015 jako wolny agent zasilił skład Czornomorca Odessa. 23 czerwca 2017 przeszedł do tureckiego Giresunsporu. 28 czerwca 2018 zmienił klub na Hatayspor. 15 lipca 2019 podpisał kontrakt z SK Dnipro-1.

### Kariera reprezentacyjna
Występował w reprezentacji Ukrainy U-17 i U-19 oraz w młodzieżowej reprezentacji Ukrainy.

## Sukcesy i odznaczenia
- mistrz Europy U-19: 2009